# Kulturåret 1707

## Händelser
- okänt datum – Tack vare insatser av Daniel Defoe, John Arbuthnot, och drottning Annas regering bildas unionen mellan England och Skottland.
- okänt datum – Richard Steele gifter sig med Mary Scurlock -- ett av de kändaste litterära äktenskapen i historien, tack vare deras korrespondens.

## Nya verk
- Arithmetica Universalis av Isaac Newton
- The Muses Mercury (tidskrift) av John Oldmixon
- A Tritical Essay upon the Faculties of the Mind av Jonathan Swift
- Hymns and Spiritual Songs av Isaac Watts (senare omtryckt i många upplagor)

## Födda
- 25 februari – Carlo Goldoni (död 1793), venetiansk pjäsförfattare.
- 2 mars – Louis-Michel van Loo (död 1771), fransk konstnär.
- 22 april – Henry Fielding (död 1754), brittisk författare och dramatiker.
- 23 maj - Carl von Linné (död 1778), botaniker
- 4 augusti – Johann August Ernesti (död 1781), tysk språkforskare och teolog.
- 29 augusti – Anders Nicander (död 1781), svensk författare, översättare och tullkontrollant.
- 18 december – Charles Wesley (död 1788), präst i Church of England clergyman och en av metodismens grundare.
- okänt datum – Judith Fischer (död okänt år), vokalist vid Hovkapellet.
- okänt datum – Johan Georg Henrichsen (död 1779), svensk emaljmålare och kopparstickare.
- okänt datum – Johann Baptist Georg Neruda (död 1780) ,böhmisk tonsättare och violinist.

## Avlidna
- 22 februari – Giacinto Calandrucci (född 1646), italiensk målare.
- 15 mars – Andreas Riddermarck (född 1651), svensk professor och latinsk skald.
- 9 maj – Dietrich Buxtehude (född omkring 1637), dansk-tysk kompositör och organist.
- 25 juli – Johannes Brunsmand (född 1637), dansk präst och psalmförfattare.
- 18 september – Petter Dass (född 1647), norsk kyrkoherde poet och psalmförfattare.
- 27 december – Jean Mabillon (född 1632), fransk benediktinermunk och grundare av paleografin.
- okänt datum – Julie d'Aubigny, fransk operasångare och fäktare.
- okänt datum – Brita von Cöllen (födelseår okänt), svensk målare.
- okänt datum – Johan Hårleman (född 1662), svensk trädgårdsarkitekt och kunglig trädgårdsmästare.